# Ägyptische Kommunistische Partei
Die Ägyptische Kommunistische Partei (arabisch الحزب الشيوعي المصري, DMG al-ḥizb aš-šuyūʿī al-miṣrī, englisch Egyptian Communist Party, Kürzel ECP) ist eine 1975 wiedererstandene Partei in Ägypten.
1921 als Ägyptische Sozialistische Partei gegründet, nahm sie 1923 ihren noch bis heute gültigen Namen an.

## Geschichte

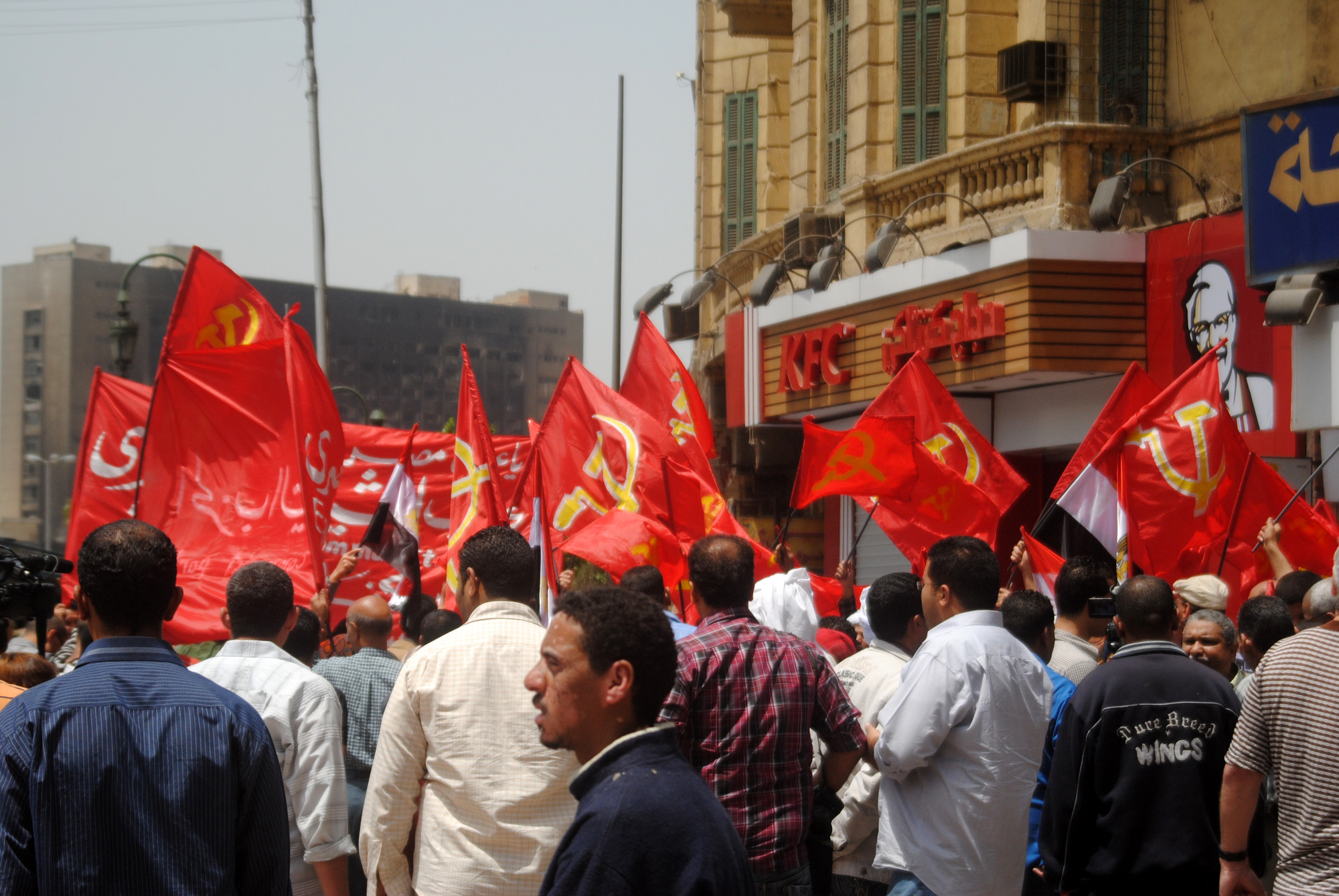
Parteiflaggen der Ägyptischen Kommunistischen Partei auf dem Platz der Befreiung

Erste marxistische Gruppen bildeten sich im weitestgehend landwirtschaftlich geprägten Ägypten zu Beginn des 20. Jahrhunderts, aus ihnen heraus entstand in Verbindung mit dem Kampf für die Unabhängigkeit von Großbritannien 1921 die Ägyptische Sozialistische Partei, die sich 1922 der Kommunistischen Internationale anschloss und im Januar 1923 in Ägyptische Kommunistische Partei umbenannte.
1923 in die Illegalität gedrängt, löste sich die Partei 1965 auf.
1958 vereinigten sich die Vereinigte Ägyptische Kommunistische Partei und die Kommunistische Partei der Arbeiter und Bauern mit den Resten der illegal agierenden Ägyptischen Kommunistischen Partei.
1975 wiedergegründet, konnte sie unter der Regierung des Präsidenten Anwar as-Sadat legal agieren, wurde nach der Machtübernahme durch Husni Mubarak 1981 jedoch bis zu dessen Sturz 2011 erneut in die Illegalität gedrängt.
2011 schloss sich die Ägyptische Kommunistische Partei einem Bündnis mit vier weiteren linken Gruppen, der „Sozialistischen Front“, an.
2012 schloss sie sich der gegen die Politik des Präsidenten Mohammed Mursi gerichteten Nationalen Heilsfront an.

## Mitgliedschaft
1924 verfügte die Partei über etwa 1.500 Mitglieder.
Bekannte Mitglieder waren Joseph Rosenthal und Anton Maroun.

## Weitere ägyptische Kommunistische Gruppen (Auswahl)
Aufgrund der langjährigen illegalen Tätigkeit gab es auch Versuche, legal agierende kommunistische Gruppen zu etablieren. Ebenso gab es auch aufgrund ideologischer oder organisatorischer Meinungsverschiedenheiten Abspaltungen.
- Ägyptische Kommunistische Arbeiter- und Bauernpartei (englisch Egyptian Workers and Peasants Communist Party) – 1946 bis 1958
- Demokratische Nationale Befreiungsbewegung (englisch Democratic Movement for National Liberation) – 1947 bis 1955
- Ägyptische Kommunistische Partei (ar-Rayat ash-Sha'ab) – 1949 bis 1957, der Namenszusatz stamd für die Parteizeitung
- Vereinte Ägyptische Kommunistische Partei (englisch Unified Egyptian Communist Party) – 1955 bis 1957
- Vereinigte Ägyptische Kommunistische Partei (englisch United Egyptian Communist Party) – 1957 bis 1958 (Vereinigung von Ägyptischer KP (ar-Rayat ash-Sha'ab) und Vereinter Ägyptischer KP)
- Ägyptische Marxistische Organisation – 1949 bis 1966, im Laufe ihrer Entwicklung am Maoismus orientiert